# Mariä Himmelfahrt (Wasenweiler)
Mariä Himmelfahrt ist eine römisch-katholische Pfarrkirche in Ihringen-Wasenweiler. Die Pfarrei gehört zur Seelsorgeeinheit Breisach-Merdingen im Dekanat Breisach-Neuenburg des Erzbistums Freiburg.

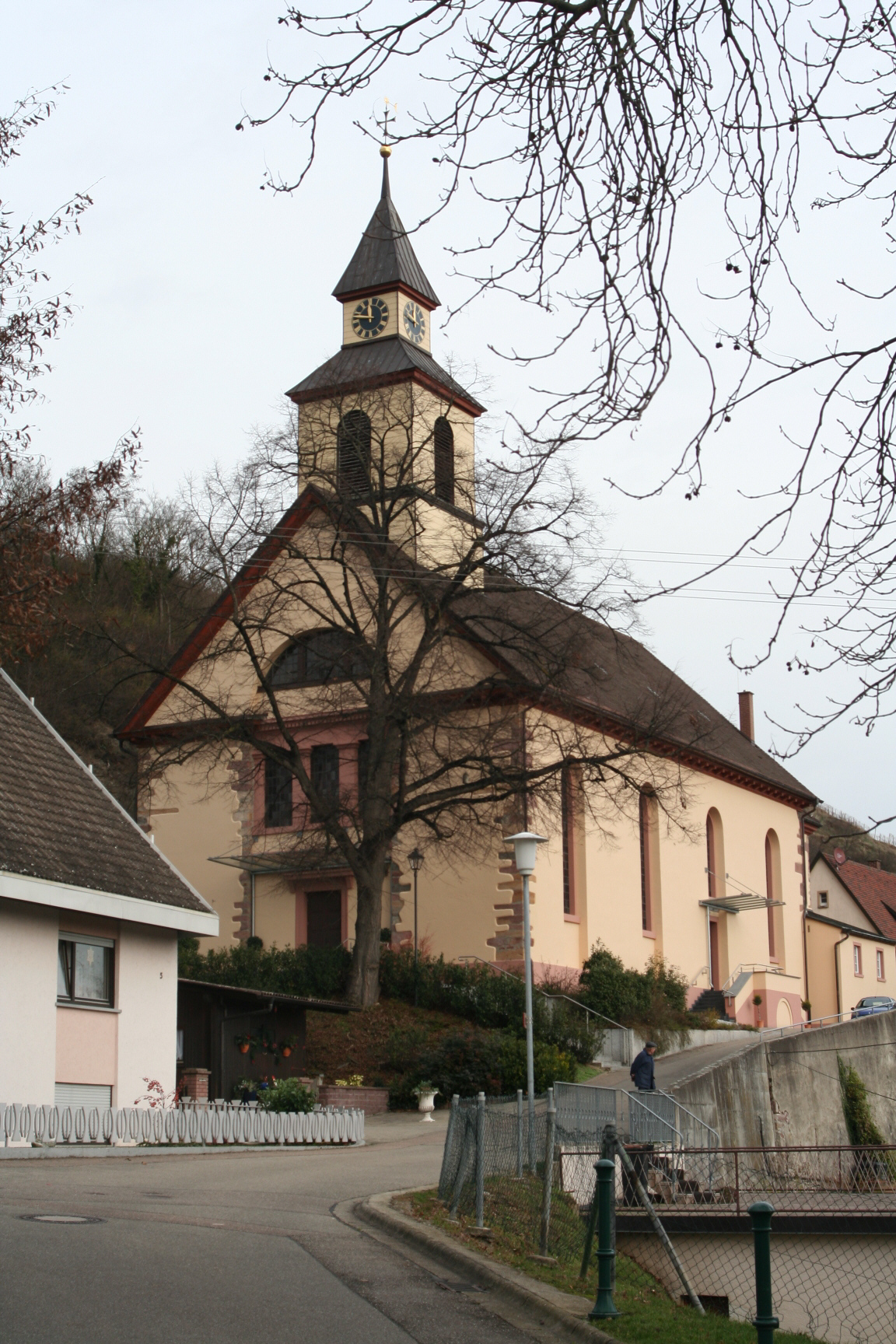
Ansicht von Südwesten
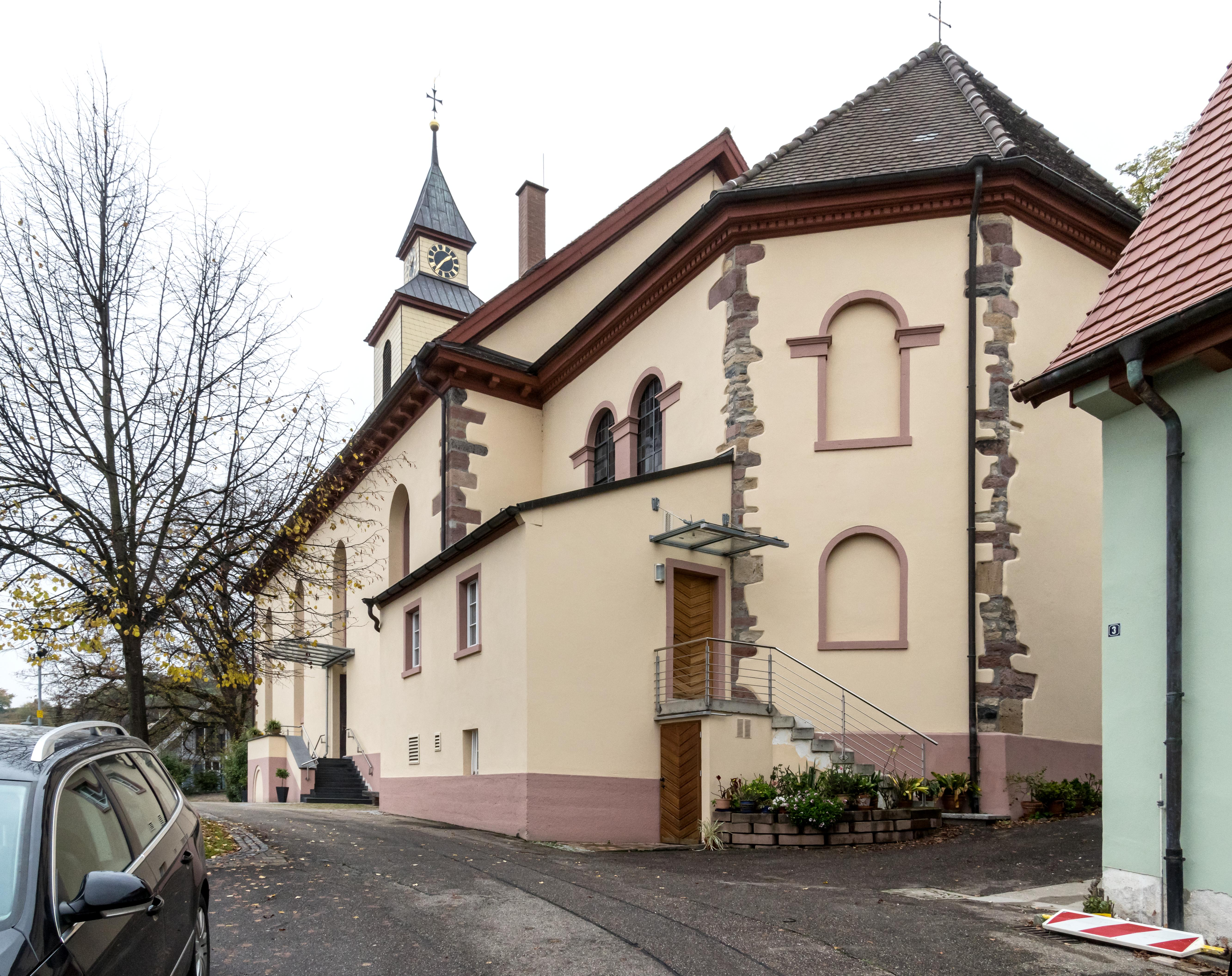
Ansicht von Nordosten

## Geschichte
Im 11. Jahrhundert war Wasenweiler im Besitz des elsässischen Klosters Murbach. Von dort kam es 1290 bis 1371 in mehreren Schritten an die Kommende des Deutschen Ordens in Freiburg im Breisgau. Die Deutschherren besaßen ein Wasserschloss am nordöstlichen Ende des Dorfs, in dem 1446 der Jungfrau Maria und den Heiligen Barbara von Nikomedien, Katharina von Alexandrien, Georg und Wilhelm von Malavalle eine Kapelle geweiht wurde. Pfarrkirche von Wasenweiler wie auch von Ihringen war ursprünglich die heutige Friedhofskapelle St. Vitus, auf halbem Wege zwischen den beiden Dörfern gelegen. 1275 wurde Wasenweiler als Sitz eines Dekanats genannt.

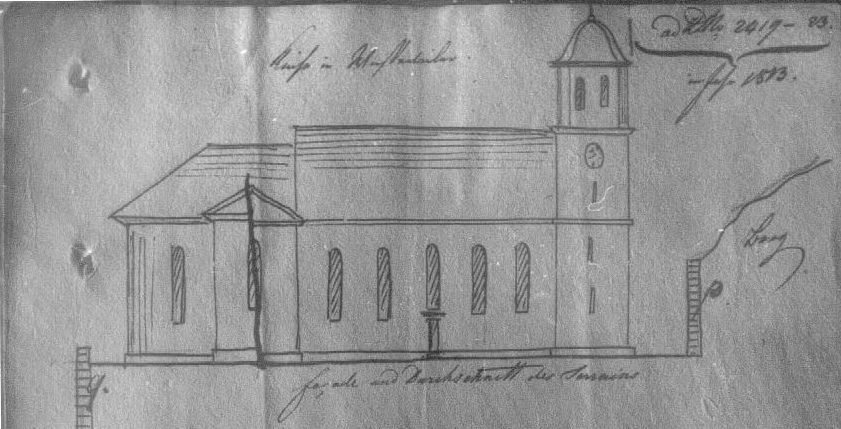
Vorgängerbau; Skizze von Friedrich Arnold
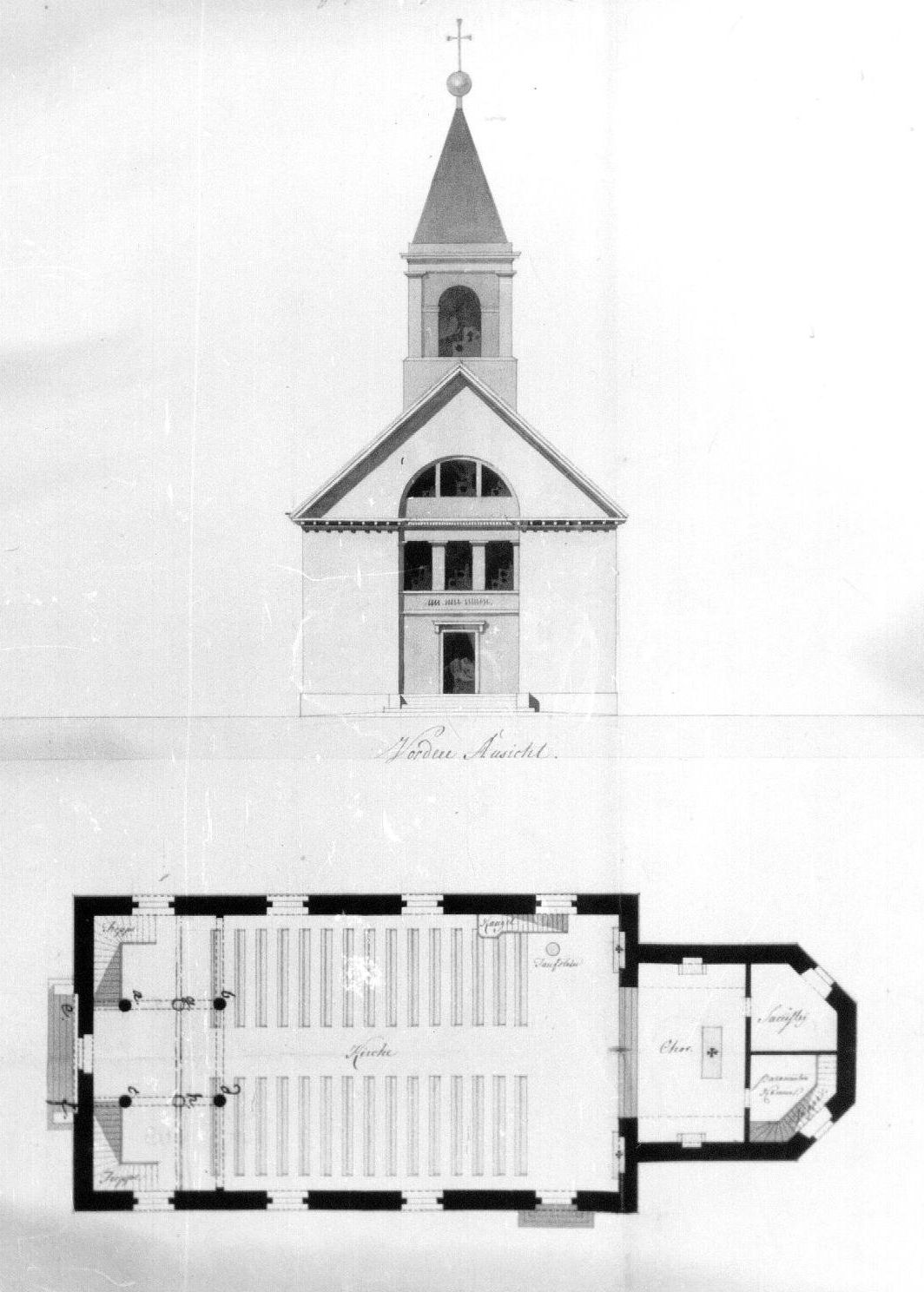
Entwurf Christoph Arnolds
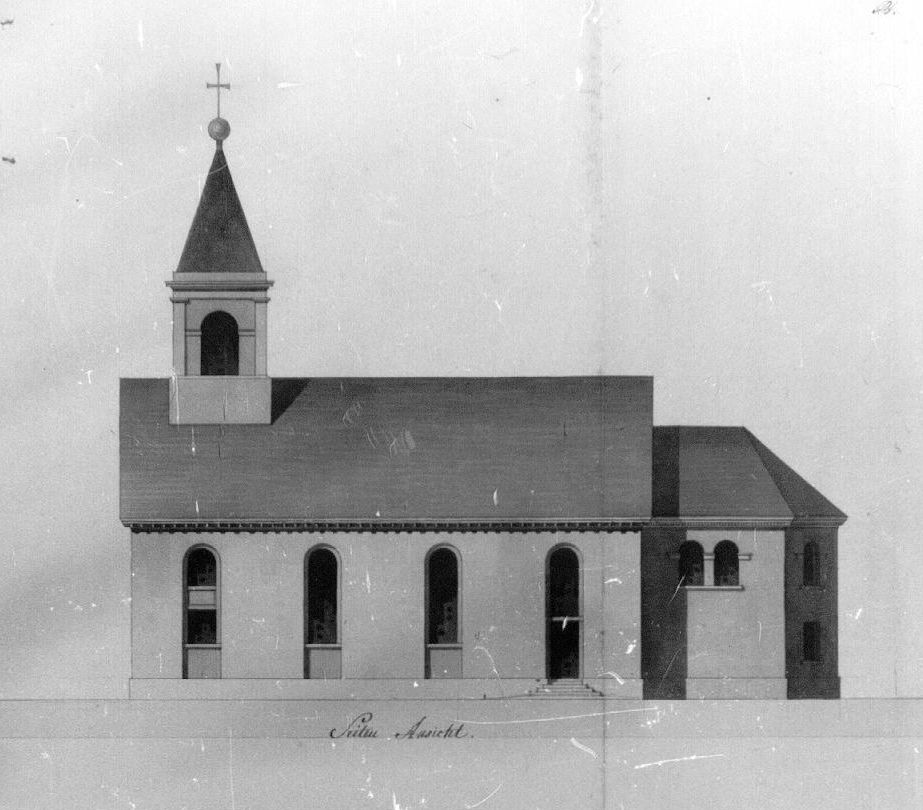
Entwurf Christoph Arnolds

Zwar hatte der Deutsche Orden auch Rechte in Ihringen, die Ortsherrschaft ging aber über die Markgrafen von Hachberg an die Markgrafschaft Baden-Durlach über. Während Wasenweiler katholisch blieb, wurde Ihringen mit Baden-Durlach 1556 evangelisch. Die evangelische Ihringer Kirche wurde von 1874 bis 1877 erbaut.
Der erste größere – barocke – Vorgängerbau wurde im 2. Jahrzehnt des 18. Jahrhunderts errichtet. Um 1763 musste er von dem Freiburger Baumeister Johann Baptist Häring saniert werden. Anfang des 19. Jahrhunderts waren Kirche und Pfarrhaus durch Erdbewegungen am Berghang erneut gefährdet. Der Karlsruher Baumeister Friedrich Arnold, von dem eine Skizze der alten Kirche stammt, dachte zunächst an eine Wiederherstellung, doch weitere Schäden machten einen Neubau unumgänglich. Er wurde 1822 bis 1823 nach Plänen von Friedrichs Bruder Christoph, Kreisbaumeister in Freiburg, ausgeführt.
Die Orgel befand sich zuerst auf einer Empore im Chorraum hinter dem Altar und wurde etwa fünfzig Jahre später auf die südwestliche Empore versetzt. Nach dem Zweiten Weltkrieg wurde die Empore im Chorraum abgebaut. Die Chorfenster wurden vermauert, der Chor wurde vielfigurig ausgemalt. In den 1970er Jahren wurde die Ausmalung wieder entfernt und die aus dem Arnold-Bau stammende Kanzel demontiert. In den 1980er Jahren wurde das Innere von dem Breisacher Künstler Helmut Lutz umgestaltet. Die letzte Außenrenovierung wurde 2007 abgeschlossen.

## Gebäude

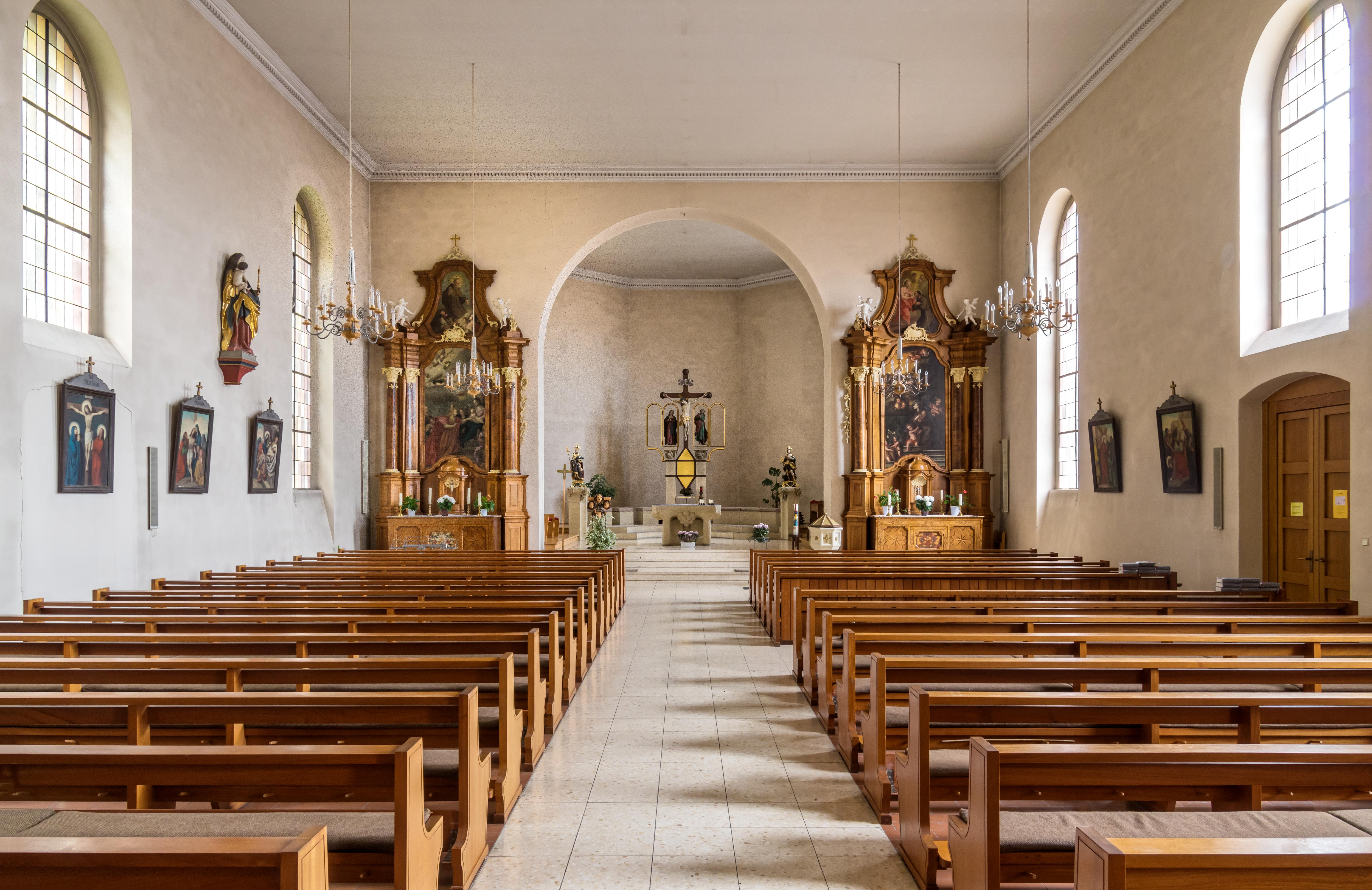
Inneres Richtung Chor

Die Saalkirche mit eingezogenem, in drei Seiten des Achtecks schließendem Chor erstreckt sich von Südwest nach Nordost und liegt mit dem neueren Pfarrhaus, dem Rathaus und der Schule an der höchsten Stelle des Dorfs. In der südwestlichen Fassade umfängt eine hohe, flache Rundbogennische das Portal und ein darüber liegendes Fensterband. Die Nische unterbricht ein hölzernes Konsolgesims, das sich an den Langhausseiten fortsetzt. Die jederseits vier rundbogigen Fenster sitzen in bis zum Sockel herabgezogenen Nischen. Südlich schließt sich an den Chor die Sakristei an. Nah der Fassade krönt ein Dachreiter das Gebäude. Der Saal ist flach gedeckt. An der Eingangsseite stützen vier Säulen eine Empore. Vier entsprechende Säulen auf der Empore stützen den Dachreiter. In den Chor führt ein rundbogiger Triumphbogen.

## Ausstattung

Aus dem Chorraum
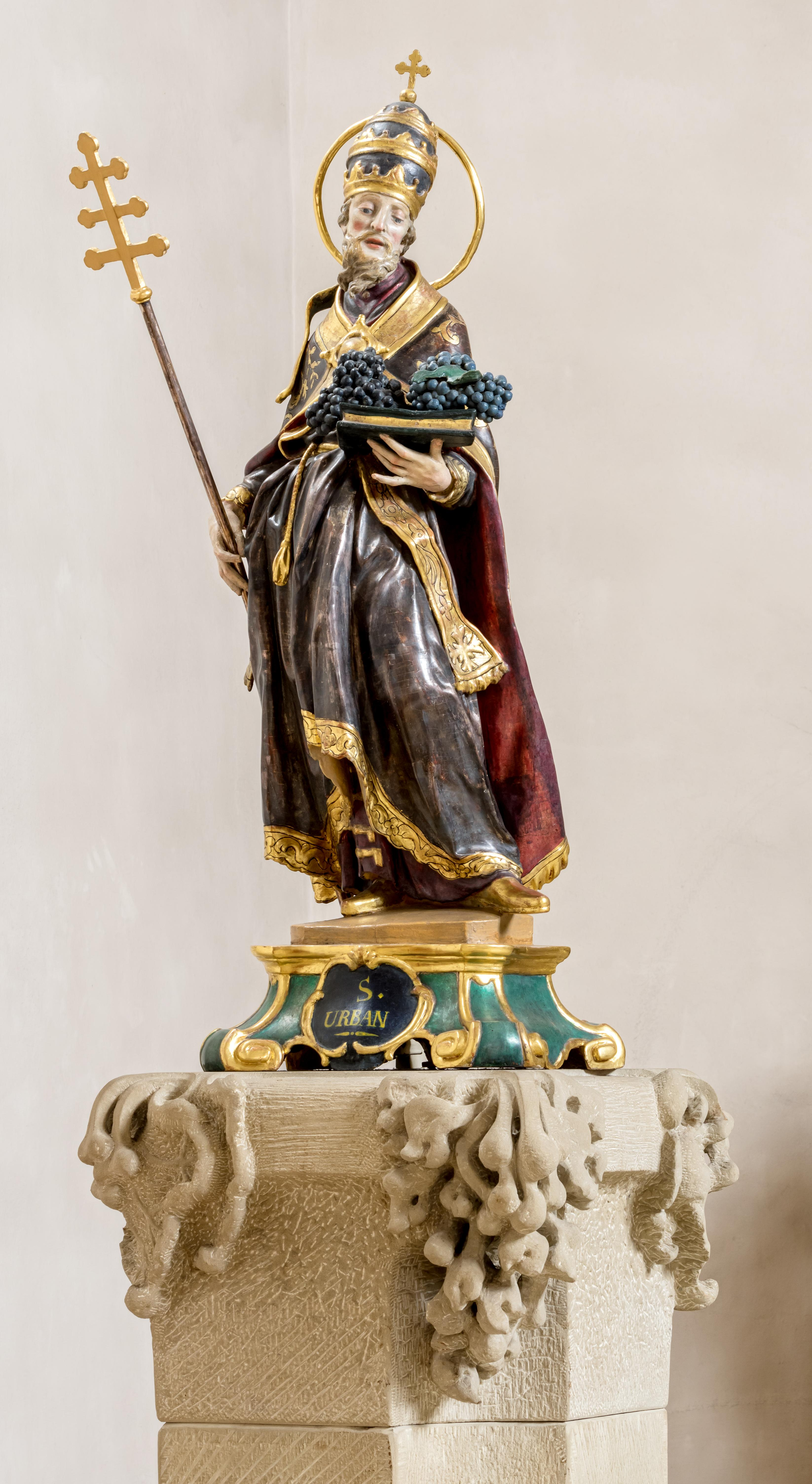
Heiliger Urban
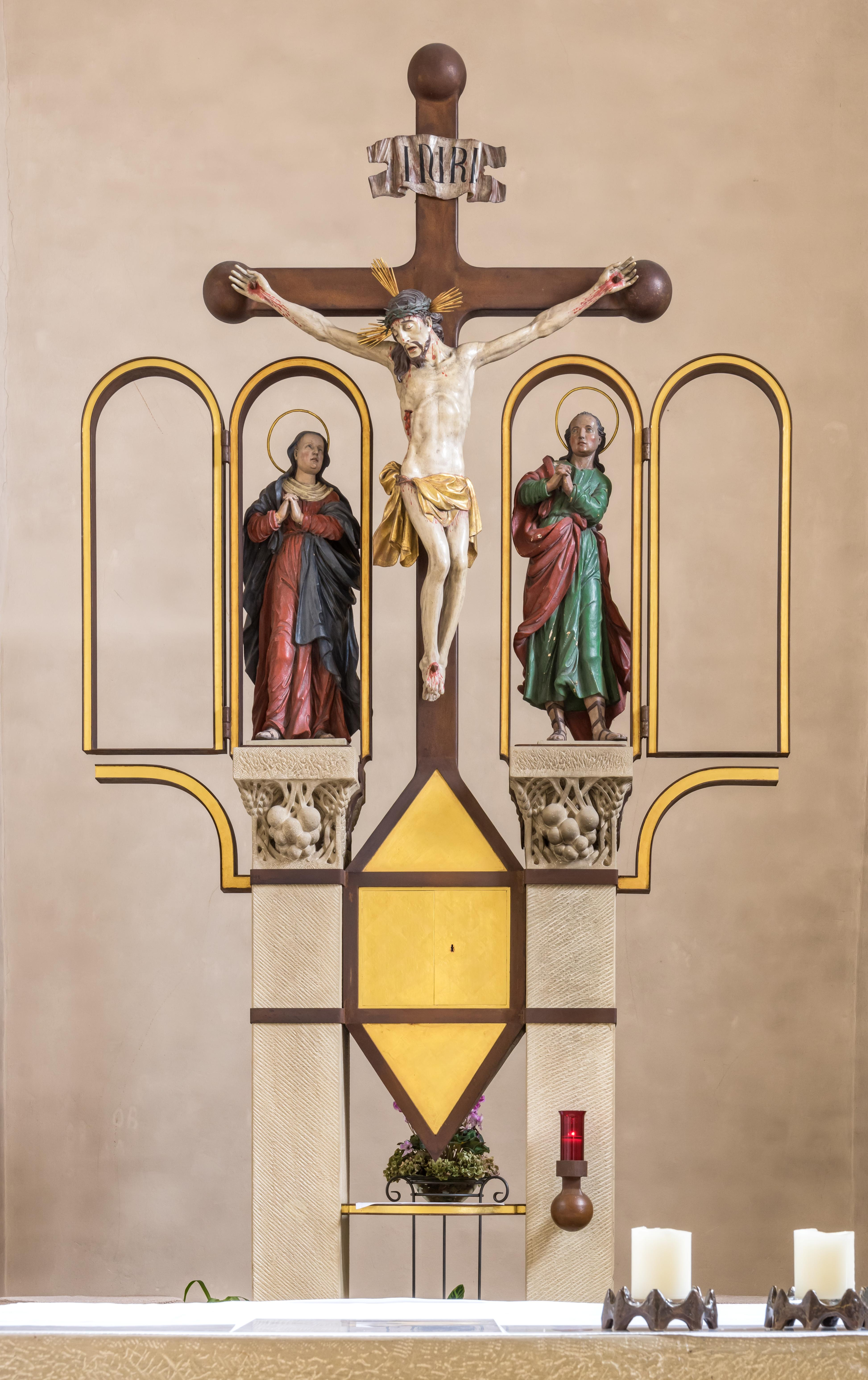
Kreuzigungsgruppe
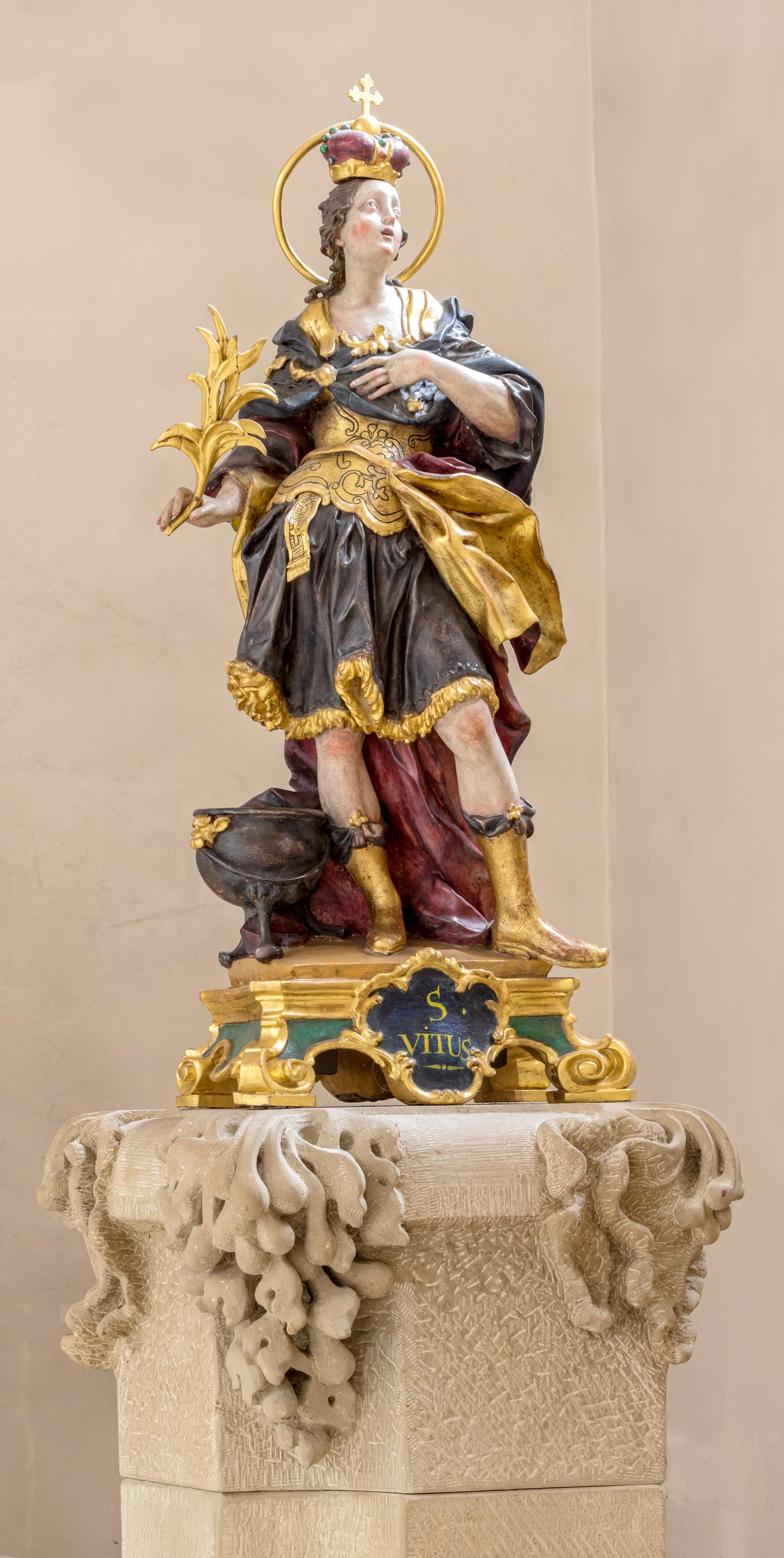
Heiliger Vitus

### Chorraum
Der Chorraum wird bestimmt durch das Miteinander von fünf barocken Figuren und moderner Umgebung. Die Kreuzigungsgruppe in einem Aufbau an der Chorrückwand wird Franz und Franz Xaver Anton Hauser (1712–1772). Die leeren Rahmen seitlich von Maria und Johannes waren von Helmut Lutz für Flachreliefs vorgesehen. Volksaltar und Ambo sind ebenso Werke von Lutz wie die Sockel der Figuren der hll. Vitus und Urban I., die Hermann Brommer Fidelis Sporer zugeschrieben hat. Vitus wählten die barocken Auftraggeber wegen des Patroziniums der älteren Wasenweiler Kirche, Urban als den Schutzpatron der Winzer. Rechts am Eingang zum Chorraum steht der Taufstein von 1874, dem der ältere der Arnoldschen Ausstattung weichen musste.

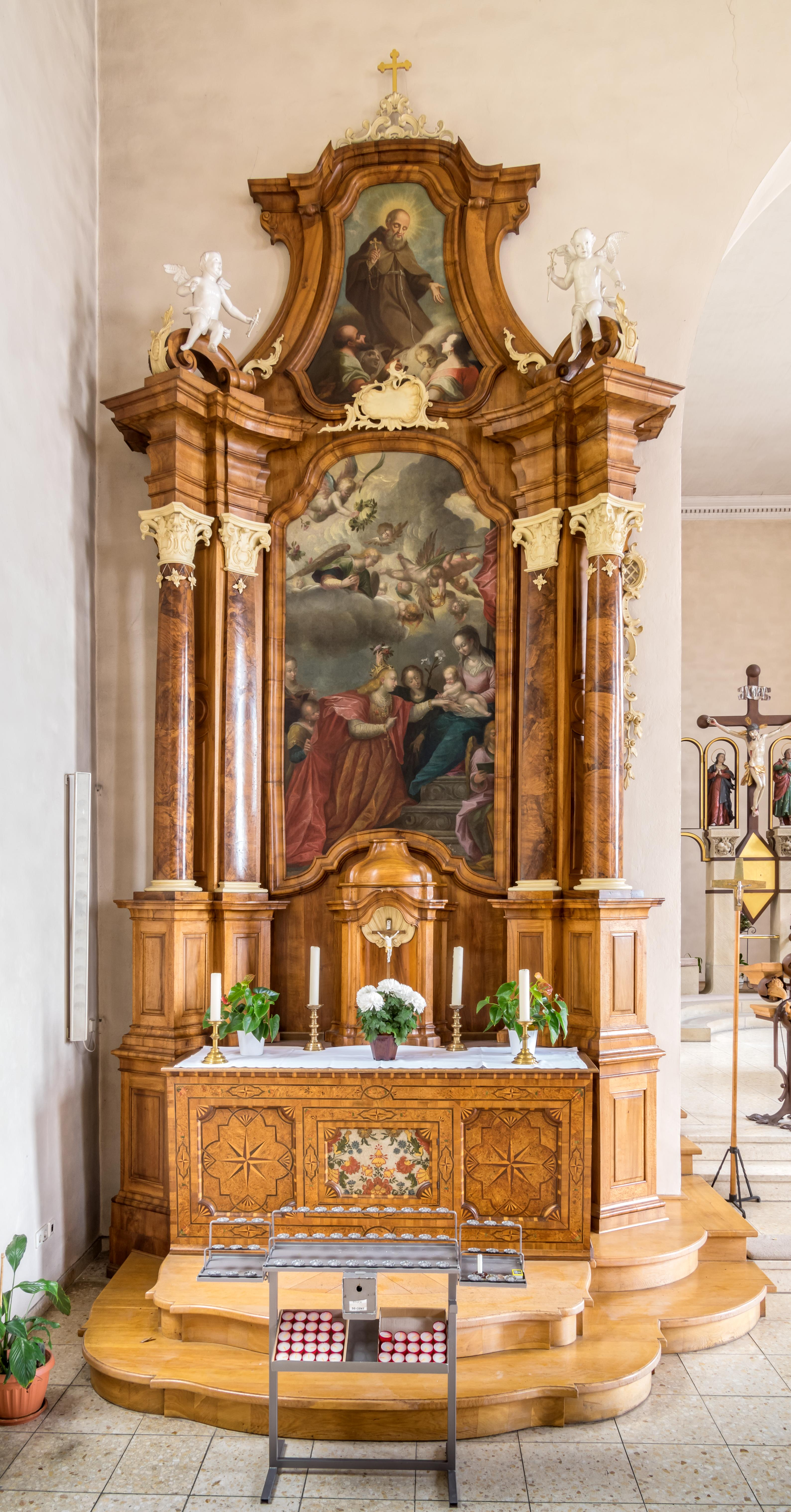
Linker Seitenaltar
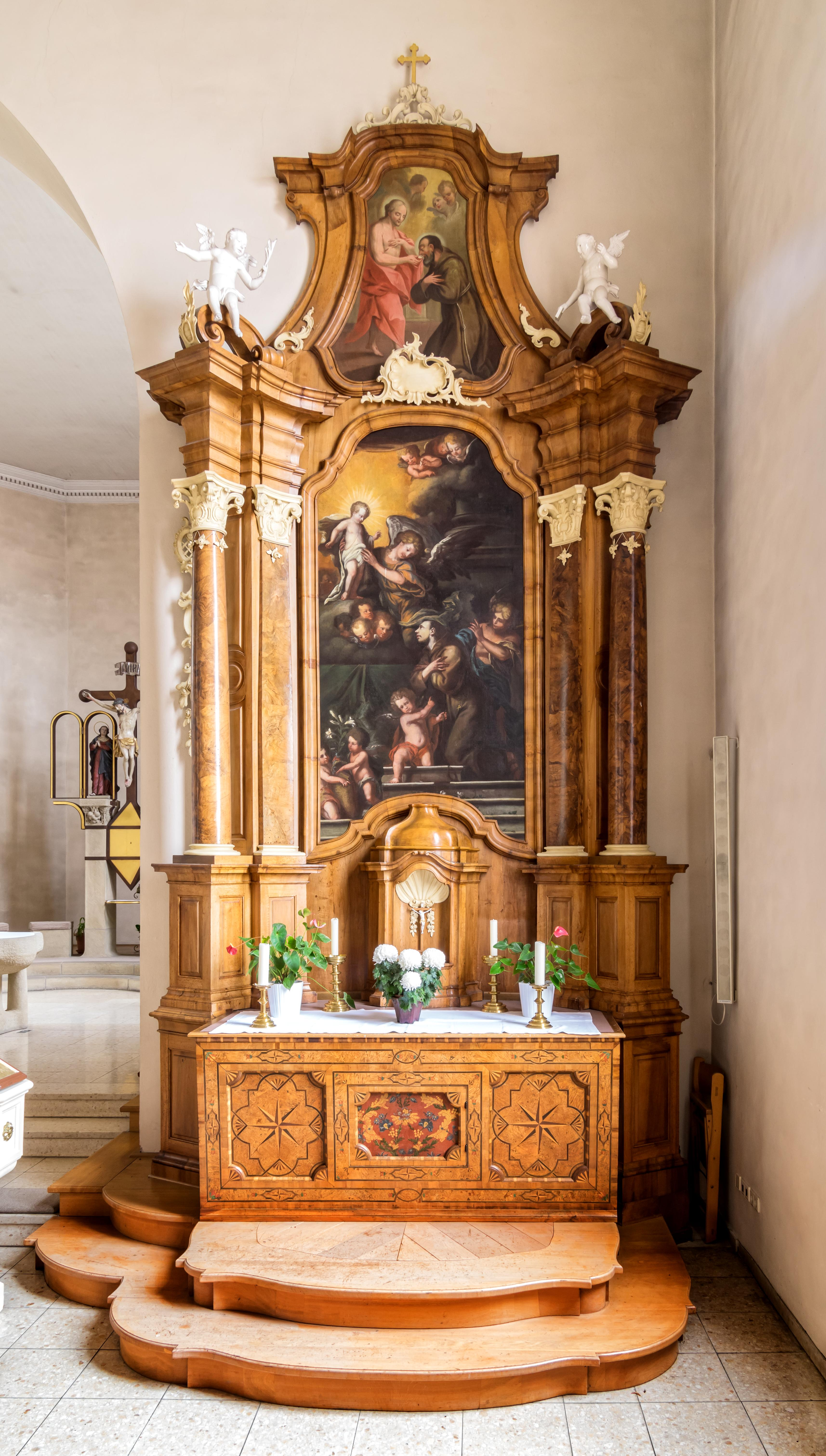
Rechter Seitenaltar

### Seitenaltäre
Die beiden Seitenaltäre wurden 1823 aus dem Bestand des ehemaligen Kapuzinerklosters in Freiburg im Breisgau erworben und um 1984 restauriert. Sie sind aus Lindenholz geschnitzt und prächtig intarsiert. Das Hauptgemälde des linken Altars zeigt die mystische Anverlobung der heiligen Katharina von Alexandrien. Der Jesusknabe steckt der Heiligen einen Ring an den Ringfinger der linken Hand. Das Oberbild zeigt einen predigenden Franziskaner. Das Hauptgemälde des rechten Altars zeigt eine Christusvision des heiligen Antonius von Padua. Im Oberbild reicht Jesus einem Franziskaner die Eucharistie.

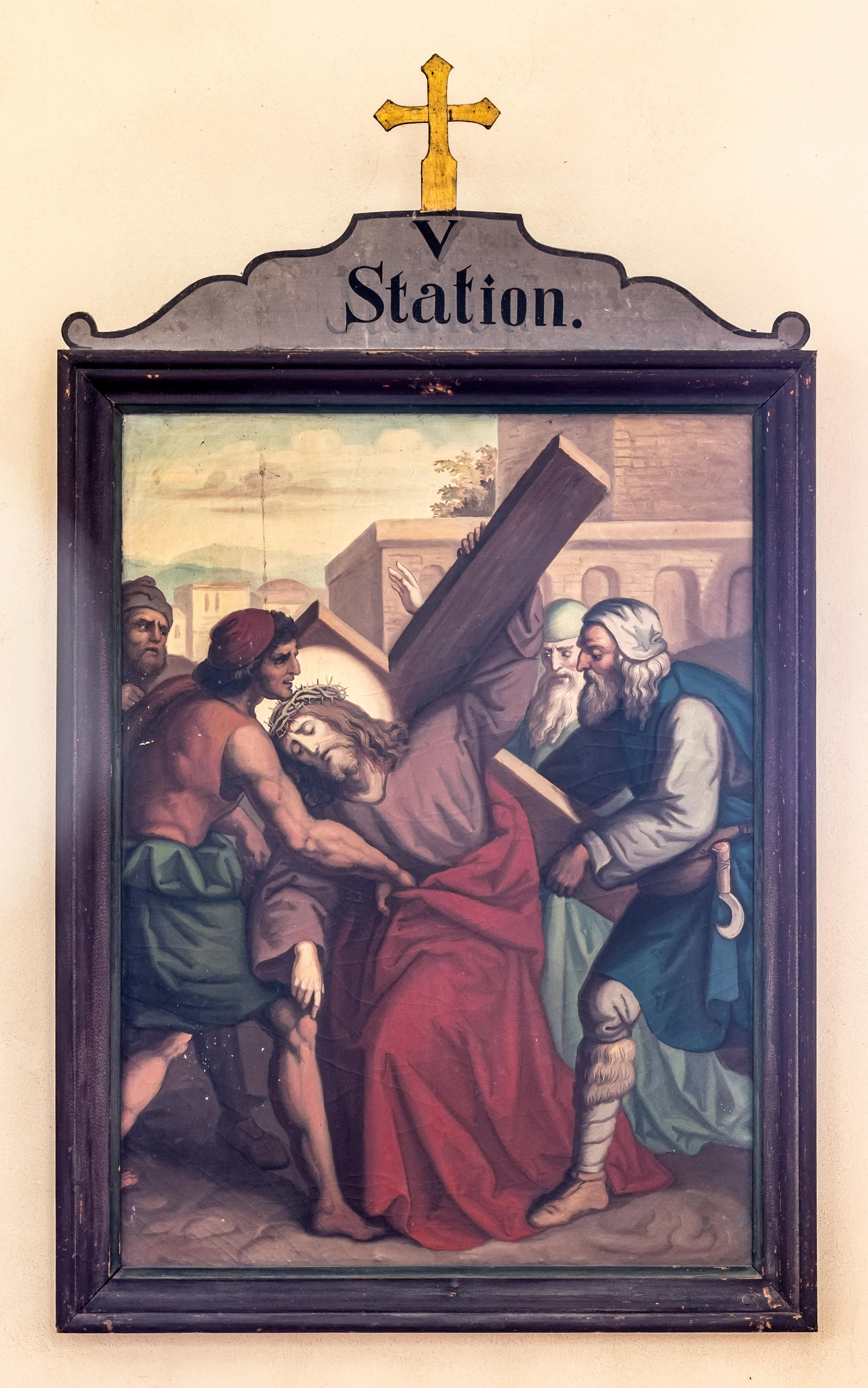
Simon von Cyrene hilft Jesus das Kreuz tragen

### Weitere Ausstattung
An der linken Wand des Schiffs ist eine – nach Joseph Sauer spätgotische – Madonna mit Kind angebracht. Der Kreuzweg von 1874 gehört zu den zahlreichen nach einem Vorbild des böhmisch-österreichischen Nazareners Joseph von Führich gestalteten Führich-Kreuzwegen. Der Verfasser des Kirchenführers von 2014 Hans-Otto Mühleisen (* 1941) weist besonders auf die fünfte Kreuzwegstation Simon von Cyrene hilft Jesus das Kreuz tragen (Mt 27,32 ) hin. Das Wasenweiler Bild ähnelt sehr dem Bild in Führich-Kreuzwegen, etwa in der Wiener Kirche St. Johann Nepomuk. Hier wie dort trägt Simon ein Rebmesser.

### Orgel
Die Orgel wurde 1825 von dem Herbolzheimer Orgelbauer Blasius Schaxel (1765–1843) als Schleifladeninstrument mit 13 Registern auf einem Manual und Pedal erbaut. Das Instrument stand zunächst auf einer Empore im Chorraum, hinter dem Altar, wurde aber von 1877 bis 1878 durch den Orgelbauer Wilhelm Schwarz mit einem neuen Spieltisch auf der Westempore aufgestellt. 1989 wurde das Instrument restauriert und auf den Ursprungszustand rekonstruiert; rekonstruiert wurden ebenfalls die ursprünglich seitliche Spielanlage sowie die Spanbälge, welche sich wahlweise durch ein elektrisches Gebläse und per Hand bedienen lassen.

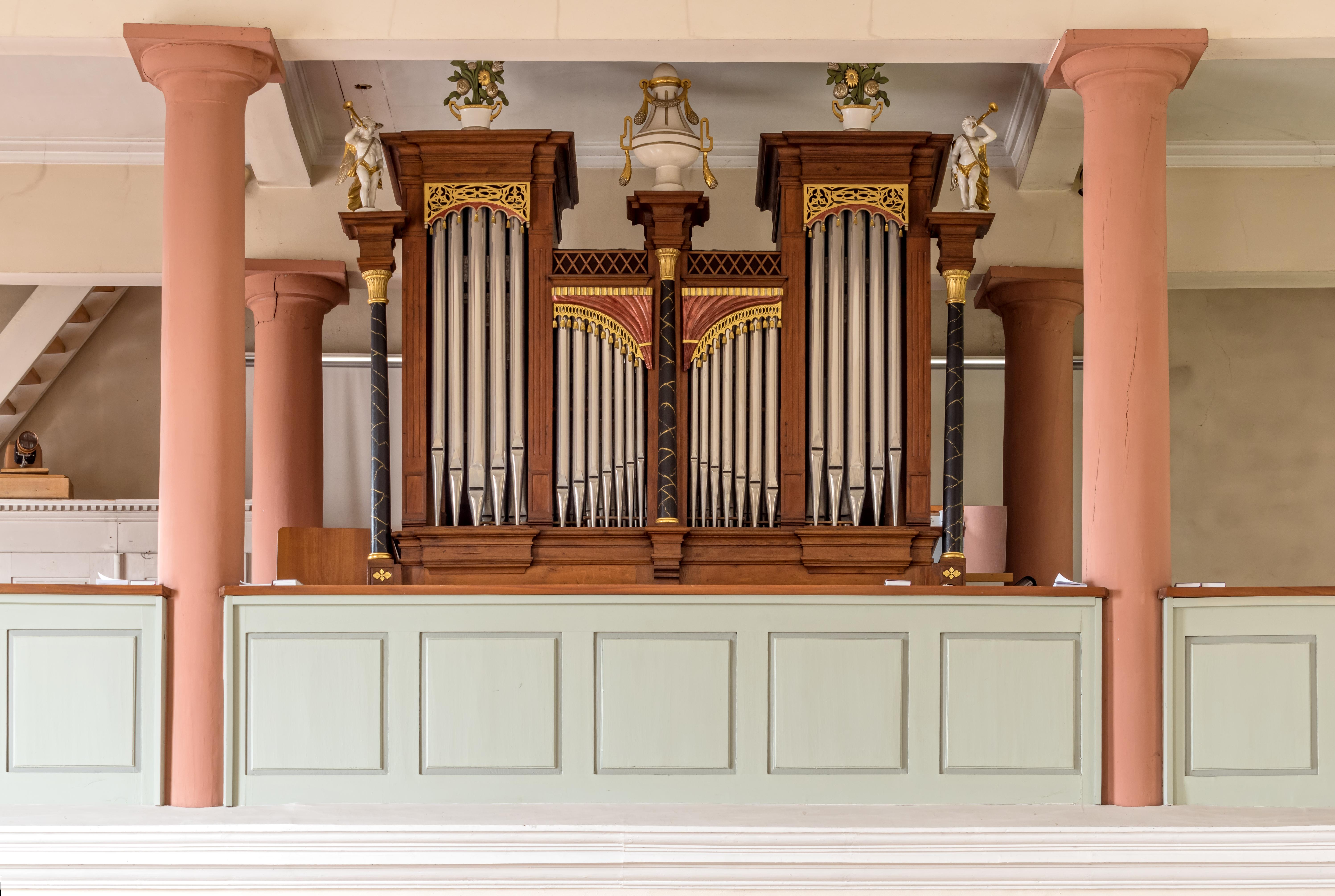
Orgel auf der Empore

| I Hauptwerk C–f3 |                 |     |
| 1.               | Bourdon (ab g0) | 16′ |
| 2.               | Principal       | 8′  |
| 3.               | Bourdon         | 8′  |
| 4.               | Salicional      | 8′  |
| 5.               | Prestant        | 4′  |
| 6.               | Flöte           | 4′  |

| (Fortsetzung) |                  |       |
| 7.            | Nazard           | 3′    |
| 8.            | Doublette        | 2′    |
| 9.            | Mixtur IV-III    | 1 ⁄3′ |
| 10.           | Cornet V (ab c1) | 8′    |
|               | Kanaltremulant   |       |

| Pedalwerk C–c0 |             |     |
| 11.            | Subbaß      | 16′ |
| 12.            | Octavbaß    | 8′  |
| 13.            | Trompetbass | 8′  |

## Glocken
In dem mittig über den Westgiebel der Kirche aufsitzenden, hölzernen Glockenturm hängen drei Glocken in einem historischen Holzglockenstuhl. Sie wurden 1950 vom Bochumer Verein gegossen und sind daher Stahlglocken. Das Läutemotiv ist Te Deum.
| Glocke | Name        | Gewicht | Durchmesser | Schlagton |
| ------ | ----------- | ------- | ----------- | --------- |
| 1      | Christus    |         | 1050 mm0    | as'+2     |
| 2      | Maria       |         | 890 mm      | h'+2      |
| 3      | Schutzengel |         | 790 mm      | cis"+1    |

Alle Glocken sind in den Uhrschlag der Turmuhr einbezogen, die auf allen vier Seiten Zifferblätter zeigt. Glocke 1 schlägt zur vollen Stunde, die beiden anderen zu jeder Viertelstunde.